# Tiodus minor
Tiodus minor är en insektsart som beskrevs av Nast 1950. Tiodus minor ingår i släktet Tiodus och familjen spottstritar. Inga underarter finns listade i Catalogue of Life.